# Дощенко Анатолій Олександрович
Анато́лій Олекса́ндрович Доще́нко — український архітектор, лауреат Державної премії України в галузі архітектури (2006).

## З життєпису
2002 року в Києві з Анатолієм Гудименком заснував ПП «Архітектурна майстерня ГіД».
Нагороду отримав в складі колективу авторів фізкультурно-спортивного комплексу Одеського припортового заводу у місті Южний — Гудименко Анатолій Олександрович, Серьогін Юрій Іванович, Юн Анатолій Інокентійович (архітектори), Лебедич Ігор Миколайович (інженер-будівельник), Горбатко Валерій Степанович (директор ВАТ «Одеський припортовий завод»).
2010 року нагороджений премією Національної спілки архітекторів України.
2016 року входив до складу журі конкурсу-огляду «Кращі архітектурні та дизайнерські рішення із застосуванням керамічної цегли та блоків СБК-2016».